# Lozartán
A lozartán per os alkalmazott angiotenzin-II-receptor- (AT1-típusú) antagonista. Az angiotenzin-II az AT1-receptorhoz kötődik, ami számos szövetben megtalálható (például az ér simaizomzatában, a mellékvesében, a vesében és a szívben), és fontos biológiai hatásokat vált ki, így érszűkületet és aldoszteron-kiáramlást.
Az angiotenzin-II a simaizmok sejtszaporodását is stimulálja. A kötődési és farmakobiológiai elemzések alapján szelektíven kötődik az AT1-receptorhoz. In vitro és  in vivo mind a lozartán, mind farmakológiailag aktív karbonsav-metabolitja   gátolják az angiotenzin-II összes élettanilag releváns működését, tekintet nélkül a szintézis forrására vagy útjára.
A lozartán adagolása – az angiotenzin-II által kiváltott negatív feedback kikapcsolása révén – megnövekedett plazmarenin-aktivitáshoz vezet, ami a plazma angiotenzin-II emelkedését váltja ki. Az említett eltérések ellenére a vérnyomáscsökkentő hatás és a plazma aldoszteron koncentrációjának a szuppressziója megmarad, jelezve ezzel a hatásos angiotenzin-II-receptorblokádot.
A lozartán szelektíven kötődik az AT1-receptorhoz és nem kötődik vagy blokkol más olyan hormonreceptorokat, illetve ioncsatornákat, amelyek a kardiovaszkuláris szabályozás szempontjából fontosak. Ezenkívül a lozartán nem gátolja az ACE-t (kinináz-II), a bradikinint lebontó enzimet. Ezért a lozartán nem hozható összefüggésbe olyan hatásokkal, melyek nem közvetlenül kapcsolatosak az AT1 receptor blokkolásával – mint például a bradikinin által közvetített hatások potenciálása vagy az ödéma kiváltása (lozartán 1,7%, placebo 1,9%).
Kiderítették, hogy a lozartán az angiotenzin-I-re és angiotenzin-II-re adott reakciókat úgy gátolja, hogy nem befolyásolja a bradikinin-reakciókat, mely adat összhangban van a lozartán specifikus hatásmechanizmusával. Ezzel szemben az ACE-gátlókról kimutatták, hogy az angiotenzin-I által kiváltott reakciókat blokkolják, és fokozzák a bradikininre adott válaszokat anélkül, hogy változásokat okozna az angiotenzin-II okozta reakcióban. Ez biztosítja a farmakodinámiás különbségtételt a lozartán és az ACE-gátlók között.

## Hatása
A lozartánt a magas vérnyomás kezelésére használják, beleértve a bal kamrai hipertrófiában, veseelégtelenségben és 2-es típusú cukorbetegségben szenvedő betegeket. Késleltetheti a diabéteszes nefropátia progresszióját is. A vesekárosodás progresszióját szintén lassítja magas vérnyomás, mikroalbuminuria és proteinuria esetén.
Habár kalcium-csatorna blokkolók és tiazid-típusú diuretikumok az elsődlegesen használt gyógyszerek, mégis angiotenzin-II-receptor blokkoló ajánlott azokban az esetekben, ha a beteg 55 év alatti és rosszul tolerálja az ACE-inhibitor kezelést. Egy tanulmány szerint a lozartán alkalmazása előnyösebb az antenololnál, a nem kívánt kardiovaszkuláris események (miokardiális infarktus, stroke) elsődleges megelőzésének tekintetében; csökkentette a kardiovaszkuláris morbiditást és mortalitást a vérnyomás hasonló mértékű csökkenése mellett. A vérnyomásra gyakorolt teljes hatás általában a lozartán kezelés megkezdését követő 3–6 héten belül alakul ki.

## Mellékhatások
A leggyakoribb mellékhatások felnőttekben lozartán szedés során: felső légúti fertőzések, szédülés és hátfájdalom. 2-es típusú cukorbetegségben és vesebetegségben szenvedő embereknél hasmenés, fáradékonyság, alacsony vérnyomás, alacsony vércukorszint, magas káliumszint, mellkasi fájdalom vagy allergiás reakció is előfordulhat. A lozartán nem szedhető együtt aliszkirennel diabéteszes betegek esetén. A renin-angiotenzin rendszer gátlása miatt vérszegénység is előfordulhat. Ahogy a többi angiotenzin-receptor blokkoló esetén, a lozartánnál is lehetséges a májkárosító hatás, habár ez ritkán figyelhető meg. Vesebetegség esetén felborulhat az elektrolit egyensúly lozartán szedése közben. A nem kívánt hatásokban nincs különbség nem, kor és rassz szerint.

### Terhesség
2014 októberében az amerikai Élelmiszer- és Gyógyszerügyi Hatósága (FDA) kiadott egy figyelmeztetést, miszerint a lozartán magzati toxicitást okozhat, ezért a szedését azonnal abba kell hagyni, amint megállapították a terhességet. A lozartán szedése terhesség alatt magzati károsodásokat vagy vetélést is okozhat.

### Túladagolás
A túladagolás fő következménye az alacsony vérnyomás, ami tünetileg szapora pulzusként, szédülésként, vagy eszméletvesztésként jelenhet meg. Patkánykísérletekben a testtömegre vonatkoztatott maximális ajánlott dózis 44–170-szeres dózisa volt halálos.

### Interakciók
A lozartán nem kívánatos interakcióba léphet fenobarbitállal, rifampinnel és flukonazollal. Ezek valószínűleg gátolják a vérnyomáscsökkentő hatását.

## Hatásmechanizmus
A lozartán egy szelektív, kompetitív 1-es típusú angiotenzin-II-receptor antagonista (AT1), csökkenti a szervek által adott választ az angiotenzin II-re. A lozartán adása után a teljes perifériás rezisztencia (afterload) és a vénás visszaáramlás (preload) csökkenése figyelhető meg. Az angiotenzin II minden fiziológiás hatása (az aldoszteron felszabadulását is beleértve) gátlás alatt van lozartán jelenlétében. A vérnyomás csökkenése a renin–angiotenzin rendszer állapotától függetlenül bekövetkezik. A csökkent angiotenzin II visszacsatolás miatt a plazma renin aktivitás emelkedik. A renin fiziológiásan alacsony artériás vérnyomás, szimpatikus idegrendszeri aktiváció, vagy a disztális tubulusban fellépő magas nátriumszint esetén szabadul fel a veséből. A renin enzimként működve hasítja az angiotenzinogént agiotenzinogén I-é, majd az angiotenzin-konvertáló enzim (ACE) hasítja az angiotenzin I-et angiotenzin II-vé. Az angiotenzin II felelős a hatásokért (vazokonstrikció, aldoszteron felszabadulás). Az aldoszteron a nátrium visszaszívását fokozza, ami pedig vérnyomásemelkedést fog okozni. Így az angiotenzin-II-receptor antagonisták, csökkentve az angiotenzin II hatásait, a vérnyomás csökkenését idézik elő.
Angiotenzin-II-receptor antagonisták továbbá a valzartán, azilzartán, kandezartán, eprozartán, irbezartán, olmezartán és telmizartán. Ezek hatásmechanizmusa megegyezik a lozartánéval. Hatásosabban gátolják az angiotenzin II hatásait, mint az ACE-gátlók, mivel az angiotenzin-konvertáló enzimen kívül egyéb enzimek is képesek hasítani az angiotenzin I-et.
A lozartán egy urikozuriás gyógyszer. Az urát 1-es transzporter (SLC22A12, URAT1) specifikus inhibitoraként a lozartán gátolja a húgysav felvételét a sejtekbe, így több marad a véráramban, amelyet a vesék filtrálnak és kiválasztanak a vizeletbe. A lozartán indukálhat hyperkalaemiát, ezért nem javasolt a szedése közben kálium tartalmú étrendkiegészítőket, vagy sókat fogyasztani, orvosi konzultáció nélkül.

## Farmakokinetika
A lozartán orálisan szedve jól felszívódik, de a first-pass metabolizmus során jelentős részének az 5-ös helyzetű hidroximetil csoport karboxillá oxidálódik. A per os bevitt hatóanyag körülbelül 14%-a metabolizálódik ezen az úton, az így keletkező, EXP3174 nevű metabolit egy hosszú hatású (6–8 óra) és nem-kompetitív 1-es típusú angiotenzin-II-receptor antagonista, ami hozzájárul a lozartán vérnyomáscsökkentő hatásához. Az EXP3174 metabolit erősebben gátolja az 1-es típusú angiotenzin-II receptorokat, mint a lozartán, az enzimhez történő kötődés pH-érzékeny, és a negatív töltésű tetrazol gyűrű (ami méretben hasonló a szintén negatív töltésű karboxil-származékokhoz) is hozzájárulhat a hatás kialakításához. A lozartán biohasznosulása körülbelül 33%. A metabolizmus döntően a citokróm P450 enzimrendszerbe tartozó CYP2C9 és CYP3A4 enzimekkel történik. A plazma csúcskoncentrációt a lozartán 1 órán belül, az EXP3174 metabolit pedig 3–4 órán belül éri el, per os bevitel után. A lozartán és az EXP3174 metabolit nagy része (98%) plazmafehérjéhez kötve szállítódik a vérben. A lozartán vizelettel és széklettel (epével való kiválasztással) ürül részben változatlan, részben metabolitok formájában. A per os bevitt dózis kb. 4%-a változatlan formában ürül a vizelettel, és kb. 6%-a aktív metabolitként ürül a vizelettel. A lozartán terminális eliminációs felezési ideje 1,5–2,5 óra, az EXP3174 metabolité 3–9 óra.

## Kémia
A lozartán egy bifenil-tetrazol származék. A hatás eléréséhez szükséges szerkezeti elem a bifenil részhez kapcsolódó savas tetrazol gyűrű. A bifenil szerkezet biztosítja a megfelelő lipofilitást, valamint van der Waals kötéseket alakít ki a receptor lipofil oldalláncaival. Az imidazol gyűrű heteroatomjai H-híd kötést létesítenek a receptorral. Forgalomban a lozartánnak a savas tetrazol gyűrűjével képzett kálium-sója van.

## Adagolás
Az ajánlott napi lozartán dózis magas vérnyomás kezelésére 50 mg, a fenntartó dózis pedig 25–100 mg naponta. Humán toxikológiai vizsgálatokról kevés adat áll rendelkezésre.

## COVID-19
2020 márciusában kezdték el vizsgálni több angiotenzin-receptor blokkoló, köztük a lozartán hatását a SARS-CoV-2 vírussal fertőzött betegek tüneteinek enyhítésében. Több hipotézis szerint az angiotenzin-receptor blokkolók súlyosbítani fogják a betegség tüneteit.

## Védjegyzett nevű készítmények
- Arbartan
- Cozaar
- Hyzaar
- Lavestra
- Portiron
- Stadazar
- Tervalon